# Cerkiew Narodzenia Najświętszej Maryi Panny w Lesznie Górnym
Cerkiew pod wezwaniem Narodzenia Przenajświętszej Bogurodzicy – prawosławna cerkiew parafialna w Lesznie Górnym. Należy do dekanatu Zielona Góra diecezji wrocławsko-szczecińskiej Polskiego Autokefalicznego Kościoła Prawosławnego.
Świątynia znajduje się we wsi Leszno Górne w województwie lubuskim, powiecie żagańskim, gminie Szprotawa. 
Cerkiew jest dawną ewangelicką kaplicą cmentarną, pochodzącą z XIX wieku. Od 1952 parafialna świątynia prawosławna. Wieża-dzwonnica (zwieńczona kopułą) została zbudowana w XXI w.. Wewnątrz znajduje się współczesny ikonostas.
Od 2016 r. trwa remont cerkwi – ocieplono całość budynku, przebudowano więźbę dachową (w celu podwyższenia wnętrza), pogrubiono ściany od wewnątrz, wymieniono wszystkie instalacje oraz okna, zakupiono marmurowe płytki podłogowe. Planowane są prace wykończeniowe oraz budowa chóru.